# Hemicloeina bulolo
Hemicloeina bulolo là một loài nhện trong họ Trochanteriidae. Loài này phân bố ở New Guinea.